# Yushi Nagashima
Yushi Nagashima (永島 悠史 Nagashima Yushi?), född 12 juli 1996 i Kyoto prefektur, är en japansk fotbollsspelare.
Nagashima började sin karriär 2015 i Kyoto Sanga FC. 2017 flyttade han till FC Gifu.